# Скипидар
Скипида́р (ма́сло терпенти́нное, терпенти́н) — жидкая смесь терпенов и терпеноидов, получаемых из смол хвойных деревьев (живицы).
По своей сути — это разные эфирные масла, получаемые методами экстракции или дистилляции из различных частей хвойных деревьев семейства Сосновые. Название «скипидар» в настоящее время подразумевает крупнотоннажный технический продукт, из относительно неоднородного сырья; а «терпенти́нное масло» — более высокотехнологичный продукт, из отборного сырья (например, эфирное масло из хвои сосны горной, эфирное масло из древесины можжевельника обыкновенного и так далее).

## Получение и типы
Основная часть производимого промышленностью скипидара, живичный скипидар, изготавливается путём нагрева (перегонки) натуральной хвойной живицы с водяным паром.
Древесный (сухоперегонный) скипидар получают перегонкой водяным паром или сухой перегонкой кусков древесины из частей растения с высоким содержанием смол (сосновых пней и так далее).
Экстракционный скипидар получают отгонкой летучей фракции из смолистых веществ, получаемых экстракцией органическими растворителями (обычно бензином) щепы смолистых частей древесины (пней и стволов).
Сульфатный скипидар является побочным продуктом при производстве древесной целлюлозы из смолистой древесины сульфатным способом. Отличается высокой токсичностью.

## Состав
Основные компоненты скипидара — терпены и терпеноиды — пинены (альфа и бета), дельта-3-карен, мирцен, кариофиллен и другие. Состав скипидара значительно варьирует в зависимости от источника живицы: вида растения (сосна, лиственница, ель и так далее), от характера сырья (живица, древесина, ветки и хвоя, пни); а также от времени заготовки и технологии переработки сырья.
Скипидар из сосны Pinus sylvestris (наиболее распространённый источник живицы) содержит до 78 % пиненов, 10—18 % дельта-3-карена, 4—6 % дипентена. Скипидар можно рассматривать как род эфирного масла, получаемого из хвойных растений.

## Применение
Широко применяется как растворитель лаков и красок, а также в медицине, ветеринарии, в химической промышленности (производство камфоры, терпингидрата и тому подобных веществ).
В качестве растворителя скипидар вводят в масляные краски и лаки, используют как смывку для старой краски (в чистом виде либо в смеси с другими растворителями).
В медицине используется как раздражающее средство только очищенный живичный скипидар в составе мазей, предназначенных для лечения ревматизма, при ушибах и растяжениях, при геморрое, как ароматическое вещество в некоторых мазях, а также в составе растворов и эмульсий только для наружного применения. В бальнеологии применяются скипидарные ванны.

## Токсичность

### Свойства живичного скипидара
Скипидар представляет собой органическое вещество, обладающее умеренной токсичностью (TCLo ингаляционно, человек = 175 ppm. ЛД50 перорально, крысы = 5760 мг/кг. LC50 ингаляционно, крысы = 12г/м3/6ч. LC50 ингаляционно, мыши = 29 г/м3/2ч.). При пероральном применении скипидар высокотоксичен и может привести к летальному исходу, отмечены случаи смерти детей от дозы менее 15 мл скипидара.
Также скипидар может вызывать дерматиты, до 1980-х годов именно скипидар был основной причиной контактных раздражающих и аллергических дерматитов у художников.
Скипидар может вызвать химический ожог, его пары могут раздражать и повреждать кожу, глаза, при вдыхании повредить лёгкие и нервную систему.
Может вызвать почечную недостаточность при употреблении внутрь.
Скипидар легковоспламеняем. Меры предосторожности при работе со скипидаром в качестве растворителя аналогичны работе с другими органическими растворителями. Работы со скипидаром необходимо проводить на открытом воздухе, избегая попадания на кожу рук. В случае попадания надо смыть тёплой водой с мылом.

### Сульфатный скипидар
Сульфатный скипидар за счёт многочисленных примесей существенно токсичнее живичного.